# Bar del Infierno
Bar del Infierno es un libro de Alejandro Dolina, publicado en 2005.
En 2003, Dolina lanzó el ciclo televisivo Bar del Infierno en Canal 7 Argentina. El escenario era un bar del que era imposible salir. Dolina interpretaba al Narrador de Historias y compuso los textos y las canciones. En 2004 editó el CD Tangos del Bar del Infierno (2004) y representó un espectáculo teatral con el mismo nombre en toda la Argentina, Montevideo, Sevilla, Granada y Madrid. Este libro parte de la misma idea pero su desarrollo es independiente.

## Argumento
La acción transcurre en un bar del que es imposible salir, no por falta de puertas sino porque "el afuera no existe". El Narrador de Historias es un hombre condenado a contar un cuento cada noche. Los textos que componen el libro provienen de las copias realizadas por Dimas Santángelo, un anciano que robó los libros al Narrador y los modificó cruelmente, para menoscabarlos. Los relatos que aparecen en este libro -los de los libros originales son, dicen, infinitos- narran historias de la China y el Japón, Florencia, Babilonia y el barrio de Flores.

## Publicaciones
- Bar del Infierno. Buenos Aires: Planeta, 2005. ISBN 950-581-694-4